# Бош (Хунедоара)
Бош (рум. Boș) насеље је у Румунији у округу Хунедоара у општини Хунедоара. Oпштина се налази на надморској висини од 308 m.

## Становништво
Према подацима из 2002. године у насељу је живело 489 становника, од којих су сви румунске националности.